# ژرژ عیسی‌بگ
ژرژ عیسی‌بگ (ارمنی: Ժորժ Իսաբէկ؛ زاده ۱۸ آبان ۱۳۰۹ - درگذشته تاریخ نامعلوم) بوکسور ارمنی‌تبار اهل ایران بود.
وی در مسابقات قهرمانی ایران موفق به کسب ۸ مدال طلا شد.
وی در بازی‌های المپیک تابستانی ۱۹۴۸ و ۱۹۵۲ در وزن ۶۴-۶۹ کیلوگرم (Welterweight) شرکت کرده است.
وی در جوانی درگذشت.